# Сьерра-де-Периха
Сье́рра-де-Пери́ха (исп. Sierra de Perijá) — горный хребет в Андах, включающий массивы Мотилонес, Вальедупар, Периха и Ока, на границе Колумбии и Венесуэлы. Является северным отрогом Восточной Кордильеры Колумбии.
Протяжённость хребта составляет около 300 км. Максимальная высота достигает 3660 м. Хребет сложен метаморфическими и осадочными породами. На склонах произрастают постоянно влажные и переменно влажные леса.